# Умаг

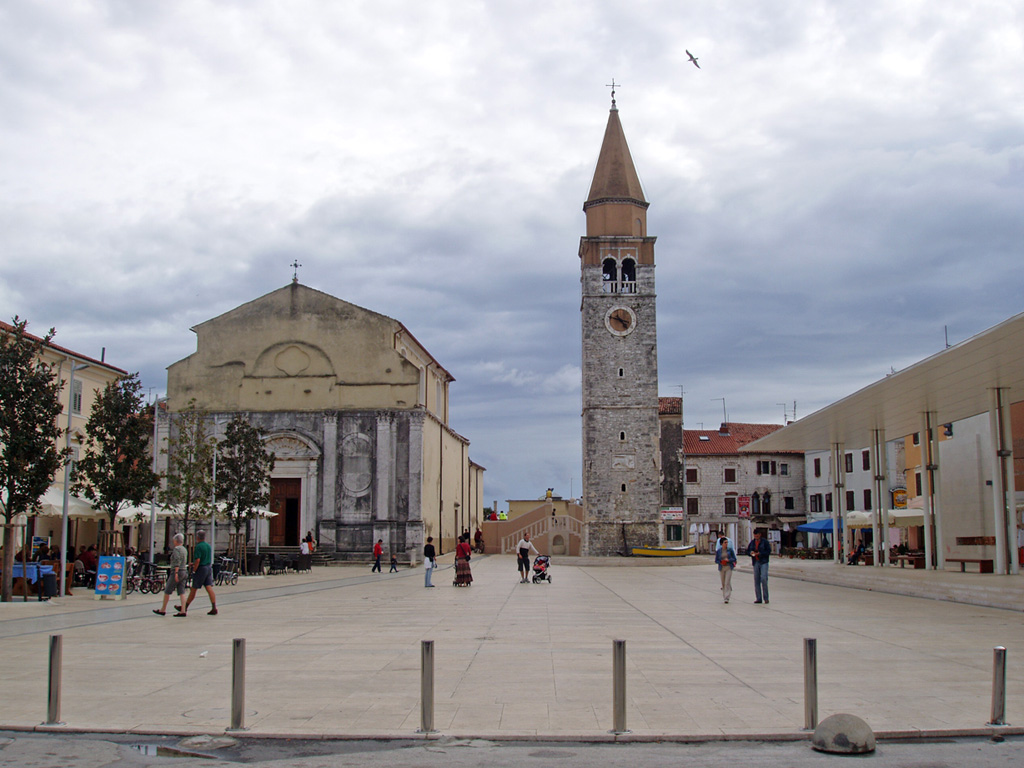
Центральна площа Умаґа і церква св. Рока

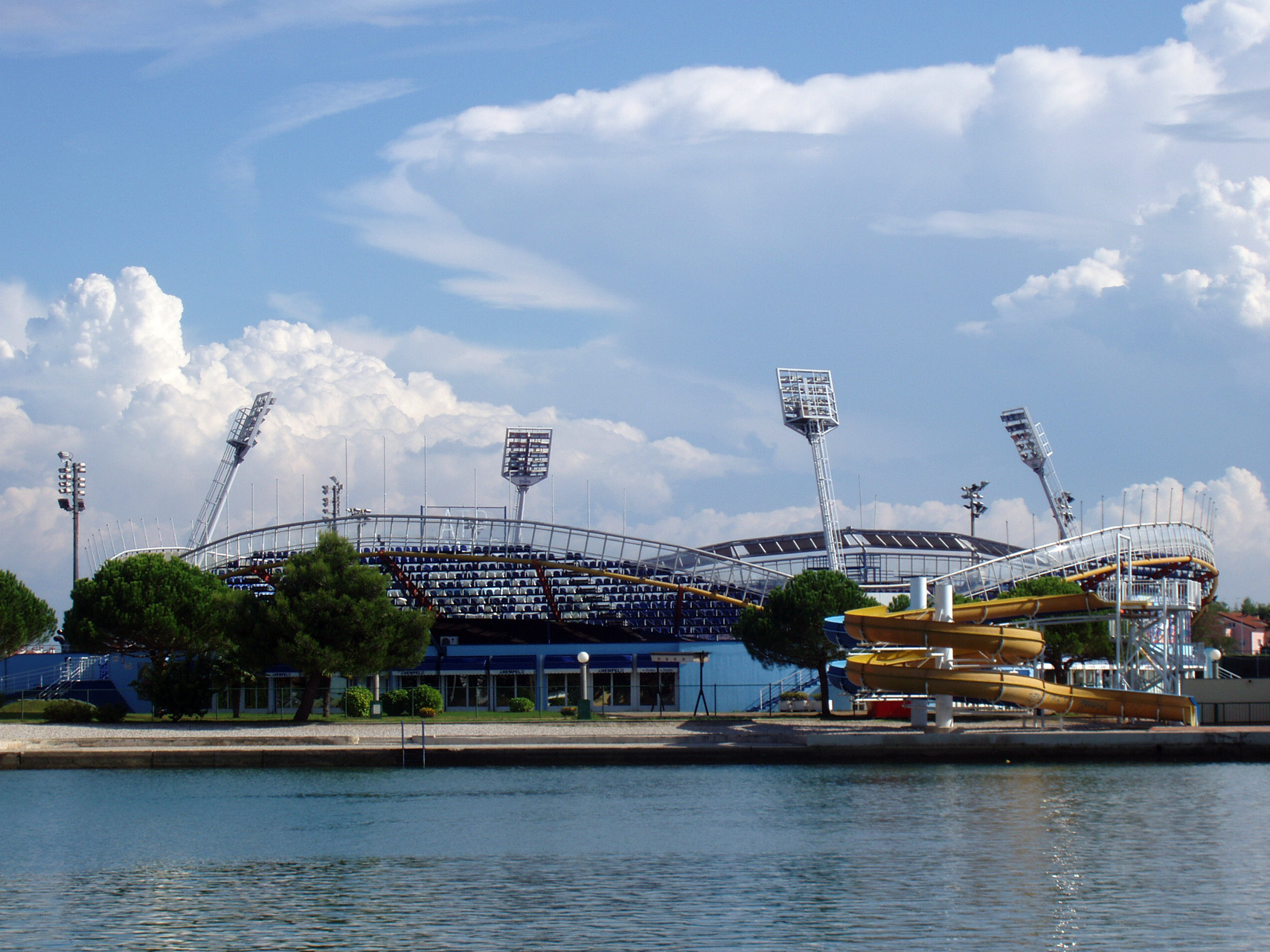
Тенісний стадіон

У́маг (хорв. Umag, італ. Umago) — місто в Хорватії, на західному узбережжі півострова Істрія.

## Загальні відомості
Умаг — найзахідніше місто країни, розташоване на крайньому північному заході півострова Істрія. Сполучене регулярним міжміським автобусним сполученням з іншими великими хорватськими містами, а також з Італією і Словенією. З Умаґа веде шосе уздовж узбережжя Істрії у напрямку  міст Пореч, Ровінь і Пула.
Населення міста багатонаціональне, як і населення більшості міст Істрії. Відповідно до перепису 2001 року хорвати становлять 59,6 %, італійці - 18,3 %, серби - 3,8 %, словенці - 2,2 %, боснійці - 1,7 %, албанці - 1,3 %. 1,57 % населення визначили себе як "істрійці". Округ Умаг офіційно двомовний — італійська рівна у правах з хорватською.
Історичних пам'ятників у місті менше, ніж у сусідніх Порече й Ровіні, туристів у місто в основному залучають комфортабельні готелі й пляжі.
Умаг відомий як один з тенісних центрів світового рівня. На тенісному стадіоні міста, що вміщає 3 200 глядачів щорічно проводиться один з турнірів світового тура ATP 250 - Croatia Open Umag.

## Демографія
Населення громади за даними перепису 2011 року становило 13 467 осіб, 8 з яких назвали рідною українську мову. Населення самого міста становило 7 281 осіб. Станом на 2021 рік населення громади становило 12 699 осіб, самого міста — 6 751 мешканців .
Динаміка чисельності населення громади:
Динаміка чисельності населення міста:

## Населені пункти
Крім міста Умаг, до громади також входять: 
- Бабичі
- Башанія
- Црвений Врх
- Чепляни
- Джуба
- Финида
- Юричани
- Каторо
- Кмети
- Крижине
- Ловречиця
- Матерада
- Монтерол
- Мурине
- Петровія
- Савудрія
- Сегет
- Света Марія-на-Красу
- Валиця
- Вардиця
- Виланія
- Замбратія

## Клімат
Середня річна температура становить 13,99°C, середня максимальна – 27,22°C, а середня мінімальна – 0,00°C. Середня річна кількість опадів – 926 мм.
| Клімат міста                                  | Клімат міста | Клімат міста | Клімат міста | Клімат міста | Клімат міста | Клімат міста | Клімат міста | Клімат міста | Клімат міста | Клімат міста | Клімат міста | Клімат міста | Клімат міста |
| Показник                                      | Січ.         | Лют.         | Бер.         | Квіт.        | Трав.        | Черв.        | Лип.         | Серп.        | Вер.         | Жовт.        | Лист.        | Груд.        |              |
| Середній максимум, °C                         | 9,96         | 10,65        | 13,98        | 17,39        | 22,57        | 26,26        | 27,22        | 27,19        | 22,89        | 18,24        | 13,14        | 9,71         |              |
| Середня температура, °C                       | 4,97         | 5,66         | 8,98         | 12,42        | 17,58        | 21,28        | 23,64        | 23,61        | 19,34        | 14,66        | 9,56         | 6,14         |              |
| Середній мінімум, °C                          | 0,00         | 0,68         | 4,01         | 7,44         | 12,61        | 16,30        | 20,07        | 20,05        | 15,74        | 11,08        | 5,98         | 2,56         |              |
| Норма опадів, мм                              | 61           | 50           | 63           | 73           | 74           | 86           | 56           | 81           | 102          | 106          | 96           | 78           |              |
| Середньомісячна швидкість вітру, м/с          | 2.15         | 2.40         | 2.49         | 2.50         | 2.25         | 2.19         | 2.18         | 2.10         | 2.15         | 2.39         | 2.40         | 2.29         |              |
| Середньомісячна сонячна радіація, кДж/м²·день | 4360         | 7376         | 10725        | 15304        | 19445        | 21313        | 22240        | 18988        | 13992        | 8965         | 4875         | 3706         |              |
| --------------------------------------------- | ------------ | ------------ | ------------ | ------------ | ------------ | ------------ | ------------ | ------------ | ------------ | ------------ | ------------ | ------------ | ------------ |
| Джерело:                                      |              |              |              |              |              |              |              |              |              |              |              |              |              |

## Економіка
Основою економіки міста є туризм. Також населення округу зайняте в сільському господарстві, головним чином виноградарстві й вирощуванні олив; а також харчової промисловості, виноробстві, рибальстві й рибопереробці.

## Управління
Міська влада встановила наступні органи управління:
- Мерія
- Управління з правових питань
- Відділи: Відділ соціальних послуг, Департамент територіального планування та комунального господарства, Департамент фінансів та економіки, кафедра загальної адміністрації та логістики
- Внутрішнього аудиту та бюджетний контроль

## Історія
Хоча не викликає сумніву, що Умаг існував ще в часи Римської імперії, перше згадування про місто в літописних джерелах датується 7 століттям.
В VII-VIII століттях Умаг був під владою Візантії, що потім перемінили франки, а потім місцеві князі.
Зростаюча міць Венеційської республіки привела до поступового приєднання Істрії до Венеції. В 1269 році Умаґ визнав владу венеційців, які правили містом понад 500 років. В 1370 році місто сильно постраждало під час війни між Венецією й Генуєю.
Після падіння Венеції в 1797 році Умаґ був приєднаний до  Австрії. У період 1805-1813 місто контролювали наполеонівські війська, а в 1813 місто знову відійшло Австрії.
Після першої світової війни Умаґ разом з усім півостровом Істрія перейшов Італії, у той час як інша Далмація ввійшла до складу королівства сербів, хорватів і словенців, пізніше Королівства Югославія.
Після другої світової війни Умаґ увійшов до складу так званої Зони "B" вільної території Трієста, що контролювала Югославія, після чого значна частина італійського населення міста емігрувало в Італію. В 1954 році вільна територія Трієста перестала існувати, і Умаґ став частиною Югославії.
Після розпаду останньої в 1991 році місто стало частиною незалежної Хорватії.

## Визначні пам'ятки
- Старе місто — бурхлива історія міста вплинула на його архітектуру — будинки пізньої античності й початку середньовіччя не збереглися до нашого часу. Однак у місті існують численні свідчення середньовіччя — фортечні стіни, венеційські вілли й, насамперед, мальовничі вузькі вулички. Добре збереглася одна з найстарших веж - західна, у якій зараз розташований міський музей.
- Церква Святого Рока — головна визначна пам'ятка міста — побудована в 1514 році.
- Музей міста — розташований в історичному центрі міста. Має у своєму розпорядженні велику колекцію археологічних знахідок, зроблених при розкопках у місті.
- Церква Святого Перегріна — невеликий стародавній храм, побудований жителями міста, розташований недалеко від Умаґа на мисі Росацо.
- Маяк в Савудрії —  найстародавніший маяк на Адріатиці побудований в 1818 році. Світло, що виходить від джерела, розташованого на висоті 36 метрів видно на відстані 32 км. Будівництво спорудження пов'язане з любовною історією графа Маттерніха, що, попри своє положення одруженої людини, закохався в місцеву дівчину, на честь якої й був побудований маяк.
- Залишки Сіпара — недалеко від Умаґа, під час відпливу, можна побачити мис 200 метрів у довжину й 50 метрів завширшки, що складається з купи каменів — це залишки древнього форту Сіпар, будівля якого датована V століттям. Сипар існував на цьому місці в часи Римської імперії, доказом чого служать фундаменти вілл і будинків, а також предмети побуту, монети й стародавні мозаїки. Сіпар був повністю розграбований і зруйнований в 876 році піратами під керівництвом Пана Домагою. Зараз на цьому мисі неофіційний нудистський пляж.
- Вілла Тіола — дійсний рай для дайверів. Ця розкішна вілла багато прикрашена мозаїками й фресками, що збереглися на стінах. Залишки 30-метрового пірса, що має ширину близько 6 метрів можна побачити в морі біля вілли, а розташовані неподалік фрагменти величезної будівлі, на думку фахівців відносяться до іншої вілли.

## Консульства
Казахстан

## Галерея

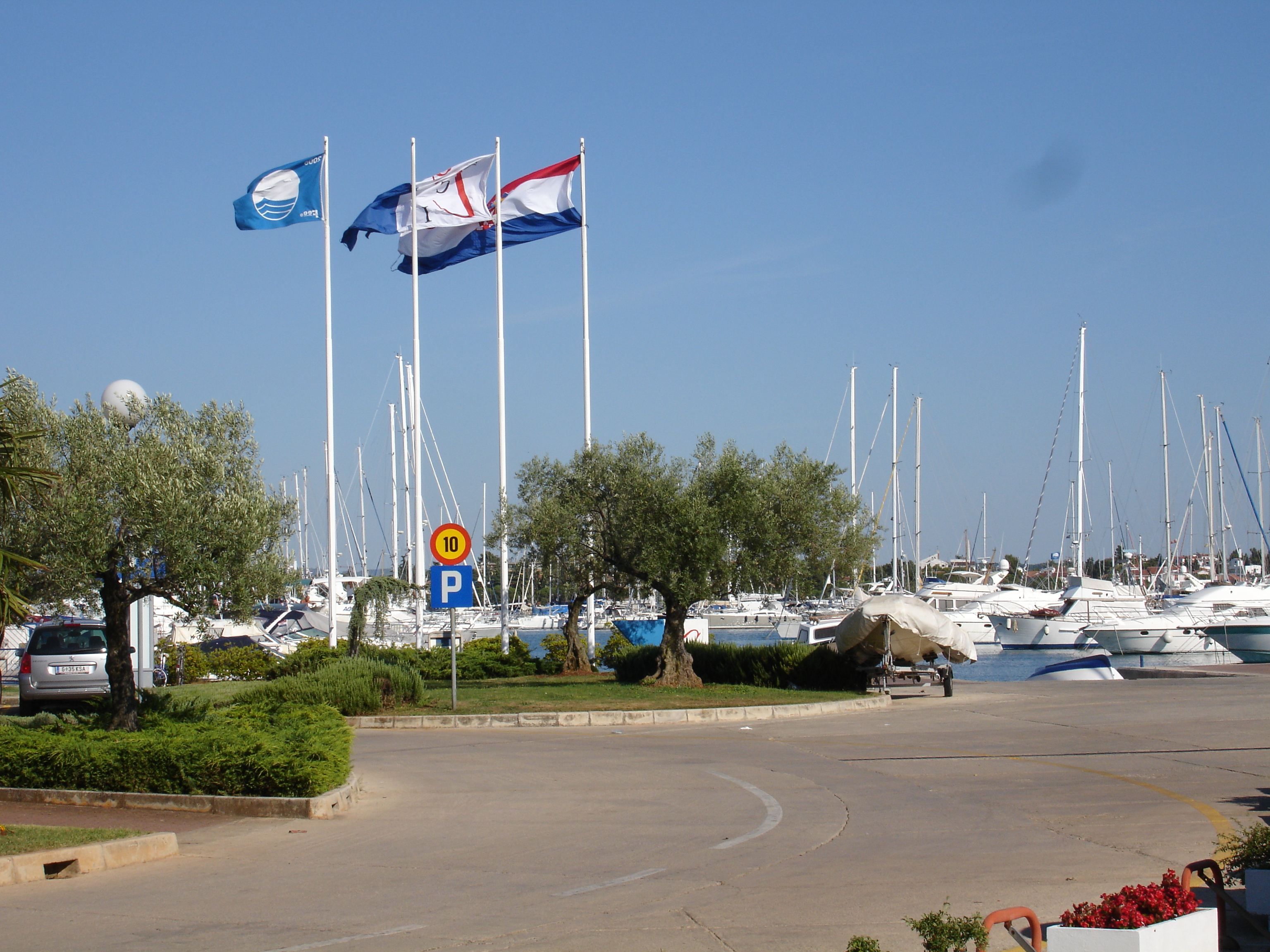
Порт
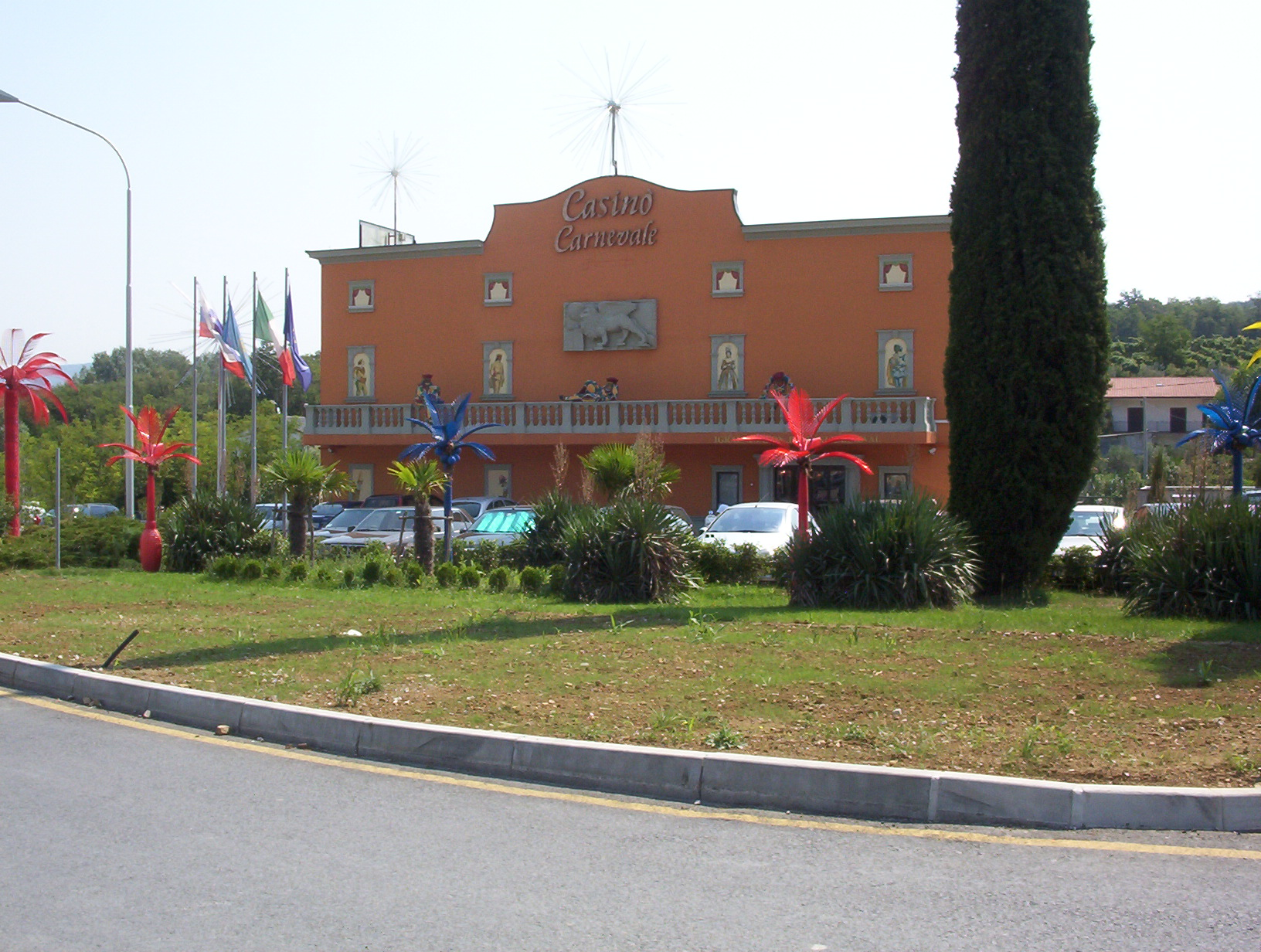
Казино в місті
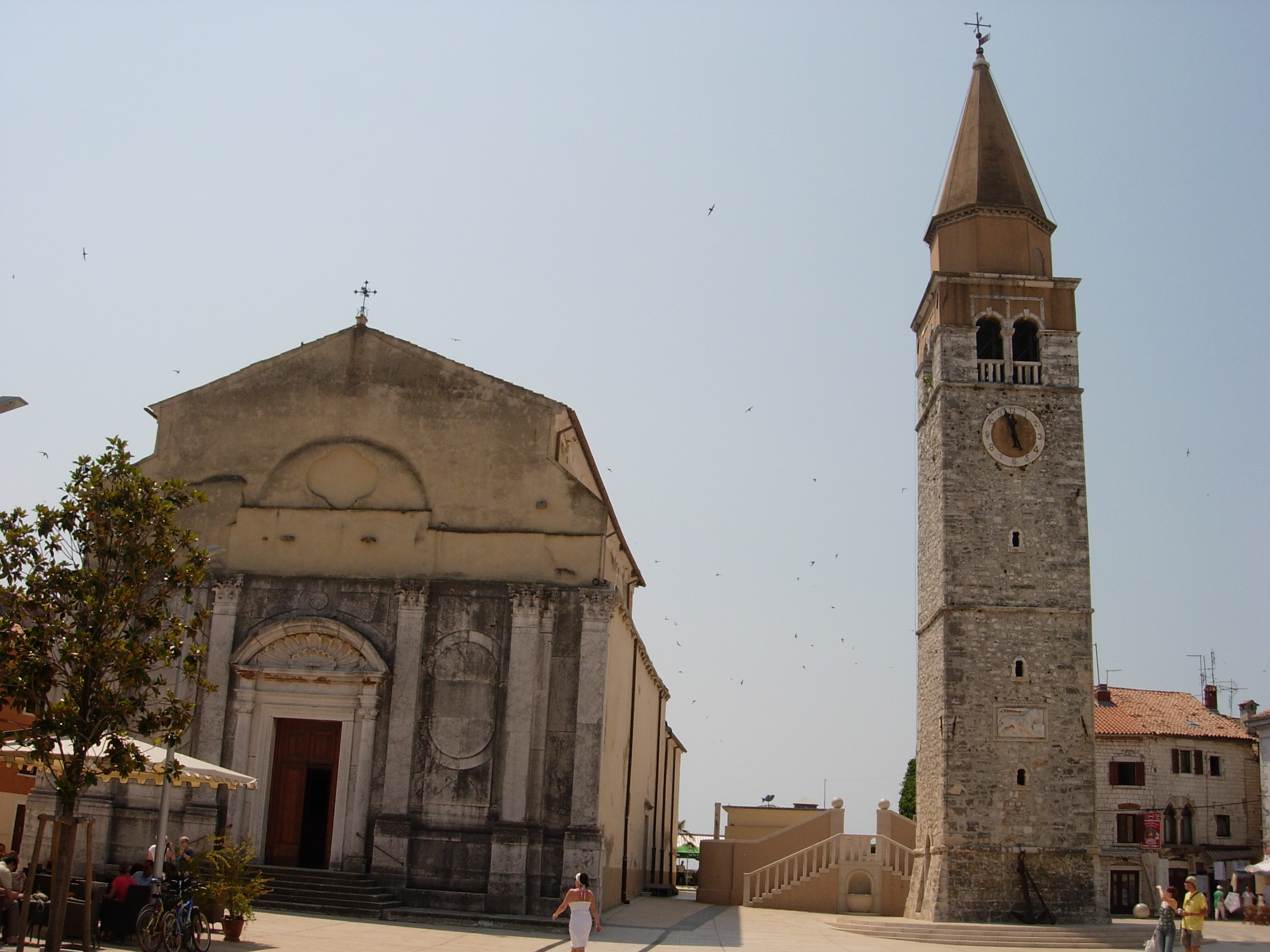
Історичний центр міста
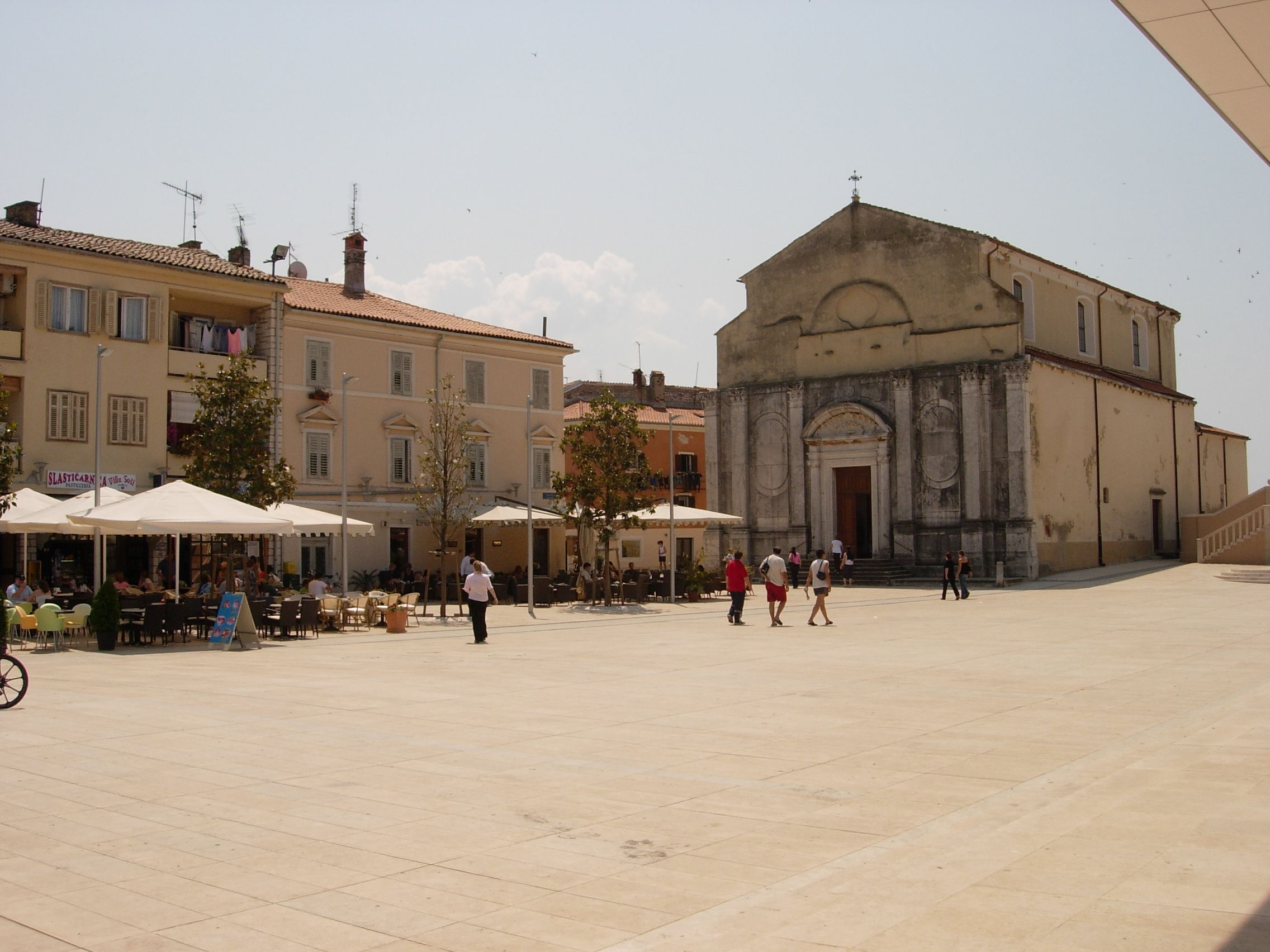
Історичний центр міста